# زندانی ۱۰۴۰
زندانی ۱۰۴۰ (انگلیسی: Prisoner 1040؛ ‏اسپانیایی: Procesado 1040‎) یک فیلم دلهره‌آور آرژانتینی است که در سال ۱۹۵۸ منتشر شد. داستان فیلم دربارهٔ یک مرد درستکار است که به اشتباه زندانی می‌شود و هراس و دلهره را در درون فضای سرد و بی‌رحم زندان تجربه می‌کند. از بازیگران این فیلم می‌توان به نارسیسو ایبانیس منتا اشاره کرد.